# Tarn i Garona
Tarn i Garona (82) (en francès Tarn-et-Garonne i en occità Tarn e Garona o Tarn e Garòna) és un departament francès situat a la regió d'Occitània.

## Història
El departament de Tarn i Garona va ser creat durant el Primer Imperi per decisió de Napoleó Bonaparte, el 4 de novembre de 1808, amb territoris presos als departaments veïns.